# Delphacodes koebelei
Delphacodes koebelei är en insektsart som först beskrevs av Frederick Arthur Godfrey Muir och Giffard 1924.  Delphacodes koebelei ingår i släktet Delphacodes och familjen sporrstritar. Inga underarter finns listade i Catalogue of Life.